# باغکاری
باغکاری روستایی است در شهرستان کوهرنگ، بخش بازفت، استان چهارمحال و بختیاری.